# Station Seraing
Station Seraing is een spoorwegstation langs spoorlijn 125A (Flémalle - Angleur bij Luik) in de stad Seraing.
Het station werd op 3 juni 1984 gesloten en samen met station Ougrée heropend voor NMBS-passagierstreinen op 10 juni 2018.
Aan de andere kant van de Maas ligt het station Pont-de-Seraing.

## Treindienst
| Serie | Treinsoort          | Route                                              | Bijzonderheden                                         |
| ----- | ------------------- | -------------------------------------------------- | ------------------------------------------------------ |
| S 42  | S-trein Luik (NMBS) | Liers – Luik-Guillemins – Seraing – Flémalle-Haute | Rijd in het weekend 1x per uur, doordeweeks 2x per uur |

## Reizigerstellingen
De grafiek en tabel geven het gemiddeld aantal instappende reizigers weer op een week-, zater- en zondag.
| Tabel: aantal instappende reizigers station Seraing | Tabel: aantal instappende reizigers station Seraing | Tabel: aantal instappende reizigers station Seraing | Tabel: aantal instappende reizigers station Seraing |
|                                                     | Weekdag                                             | Zaterdag                                            | Zondag                                              |
| --------------------------------------------------- | --------------------------------------------------- | --------------------------------------------------- | --------------------------------------------------- |
| 2018                                                | 234                                                 | 55                                                  | 32                                                  |
| 2019                                                | 294                                                 | 89                                                  | 77                                                  |
| 2020                                                | 220                                                 | 65                                                  | 44                                                  |
| 2021                                                | -                                                   | -                                                   | -                                                   |
| 2022                                                | 483                                                 | 87                                                  | 73                                                  |
| 2023                                                | 518                                                 | 77                                                  | 56                                                  |
| 2024                                                | 539                                                 | 80                                                  | 64                                                  |

1,2: Kinkempois ·
3,1: Renory ·
4,9: Ougrée ·
6,5: Seraing ·
8,8: Val-Saint-Lambert ·
10,5: Rue-Borgnet ·
11,0: Flémalle-Haute